# Torslunde Kirke (Lolland)
 For alternative betydninger, se Torslunde Kirke. (Se også artikler, som begynder med Torslunde Kirke)
Torslunde Kirke er en sognekirke, beliggende i landsbyen Torslunde, på det sydlige Lolland. 
Kirken består af et romansk kor og skib, som er opført i munkesten. Tårnet er fra 1868 og er opført af store, røde mursten.
Kirken er også speciel, fordi den ligger mere stik mod nord og syd, som er meget unormal for en dansk kirke, da de fleste ligger stik mod øst-vest.

## Inventar
- Det eneste middelalderlige tilbage i kirken er døbefonten

- Prædikestolen fra omkring år 1610

- Altertavlen fra den yngre renæssance, og er malet i 1582